# Ivica Lučić
Ivica (Ivo) Lučić (Ljubuški, 12. svibnja 1962.), hrvatski je povjesničar, obavještajac i general. U vrijeme Domovinskoga rata u BiH bio je načelnik SIS-a HVO-a.

## Životopis
Ivica Lučić rođen je 12. svibnja 1962. godine u Ljubuškom, gdje je završio osnovnu školu i gimnaziju. Diplomirao je na Pravnom fakultetu u Mostaru i kraće vrijeme radio u odvjetničkom uredu u Ljubuškom. Na prvim demokratskim izborima u Bosni i Hercegovini održanim u studenome 1990. godine kao zastupnik HDZ-a BiH izabran je u Vijeće općina Skupštine BiH, a početkom 1991. počeo je raditi u općinskoj upravi u Ljubuškom. 
U svibnju 1991. godine, nakon prvih oružanih napada srpskih paravojnih postrojbi i Jugoslavenske narodne armije (JNA) na Republiku Hrvatsku, imenovan je načelnikom Centra službi sigurnosti Mostar Ministarstva unutarnjih poslova BiH. Po eskalaciji rata u BiH, a neposredno nakon potpisivanja Sporazuma o prijateljstvu i suradnji između Republike Bosne i Hercegovine i Republike Hrvatske u srpnju 1992. godine, iz policije je prešao u vojsku. Utemeljio je i vodio Sigurnosno informativnu službu (SIS) Hrvatskog Vijeća Obrane (HVO).
Aktivno je sudjelovao u obrani Republike Hrvatske i Bosne i Hercegovine pa je tijekom rata stekao čin stožernog brigadira Hrvatske vojske (HV), a neposredno po završetku rata i čin general bojnika HVO-a. Od svibnja 1995. bio je savjetnik za nacionalnu sigurnost u Predsjedničkom vijeću Hrvatske Republike Herceg-Bosne (HR-HB). Na izborima 1996. ponovno je izabran u parlament BiH. 
Bio je potpredsjednik Odbora za unutarnju politiku i sigurnost Zastupničkog doma parlamenta Federacije BiH. Od 1997. do 1998. bio je savjetnik za unutarnju politiku u Predsjedništvu BiH. Obnašao je dužnost pomoćnika ravnatelja Hrvatske izvještajne službe (HIS) Republike Hrvatske, a od 1999. do srpnja 2001. radio je kao predavač na Obavještajnoj akademiji Ureda za nacionalnu sigurnost (UNS) Republike Hrvatske.
Bio je vanjski član Odbora za Hrvate izvan Hrvatske u šestom sazivu Sabora Republike Hrvatske (2008. – 2011.).
Oženjen je i ima troje djece, trenutačno živi u Zagrebu i radi na Hrvatskom institutu za povijest. Na Hrvatskim studijima Sveučilišta u Zagrebu i na Filozofskom fakultetu Sveučilišta u Mostaru predaje povijest dvadesetoga stoljeća. 

## Znanstveni rad
Radio je kao asistent na Pravnom fakultetu Sveučilišta u Mostaru. Kasnije je predavao na Obavještajnoj akademiji u Zagrebu.
U veljači 2002. godine na Odsjeku za povijest Filozofskog fakulteta Sveučilišta u Zagrebu obranio je magistarski rad na temu Sigurnosno obavještajni sustavi u Bosni i Hercegovini 1980. – 1992. Na istom fakultetu doktorirao je u prosincu 2005. godine s temom Sigurnosna politika Socijalističke Republike Bosne i Hercegovine 1945. – 1990.
Uredio je zbornik radova s međunarodnoga znanstvenog skupa Hum i Hercegovina kroz povijest te je objavio oko trideset znanstvenih i stručnih radova u više zbornika i časopisa: Časopis za suvremenu povijest, Zagreb, Nacionalna sigurnost i budućnost (National Security and the Future), Zagreb, Gaudeamus, Mostar, Motrišta Mostar i Status Mostar. Sudjelovao je na znanstvenim skupovima i okruglim stolovima u Zagrebu, Berlinu, Mostaru, Sarajevu, Neumu, Gradačcu, Velikom Trgovišću…

## Djela
- Uzroci rata: Bosna i Hercegovina od 1980. do 1992.: Karađorđevo mit o podjeli BiH, Zagreb, Despot Infinitus d.o.o i Hrvatski institut za povijest, 2013. (monografija).[2][3]
- Oslobađajuće presude haškoga Suda Tuđmanovoj Hrvatskoj, UHIP, Zagreb, 2014. (suautori: Ivan Aralica, Ante Nazor i Miroslav Tuđman)
- Vukovarska bolnica: svjetionik u povijesnim olujama hrvatskoga istoka = Vukovar hospital: a lighthouse in historic storms of Eastern Croatia, prijevod na engl. Robert Dumančić, Hrvatska liječnička komora - Hrvatski institut za povijest, Zagreb, 2017.[3]
- Od vila ilirskih do Bijeloga puta : stranputicama bosanske i hercegovačke povijesti, prijevod na engl. Nikica Barić, Zagreb : Hrvatska liječnička komora : Hrvatski institut za povijest, 2018.

## Nagrade i priznanja
- Odlikovan je s pet državnih odličja Republike Hrvatske, dodijeljene su mu dvije spomenice, pet medalja i dvije plakete za zasluge u Domovinskom ratu.

## Vanjske poveznice
- Hrvatski institut za povijest: Djelatnici na odjelu za suvremenu povijest
- Sveučilište u Mostaru: životopisi i bibliografski podatci o nastavnicima i suradnicima  Arhivirana inačica izvorne stranice od 8. siječnja 2018. (Wayback Machine)